# 洛萨西诺
洛萨西诺，是西班牙卡斯蒂利亚-莱昂萨莫拉省的一个市镇。 总面积44平方公里，总人口330人（2001年），人口密度8人/平方公里。